# Prostituição em Paris
Prostituição em Paris, tanto na prostituição de rua quanto em instalações dedicadas, possui longa história e permanece até os dias de hoje.

## História

### Idade Média
Luís XI organizou a profissão, limitando as ruas onde as prostitutas podiam atuar. O rei as considerava “loucas ou embriagadas com seus corpos”.
Em 1446, novas regras reforçaram as medidas ao proibir o uso de trajes considerados altamente provocativos: penas, peles e os infames cintos dourados.

### Era Moderna

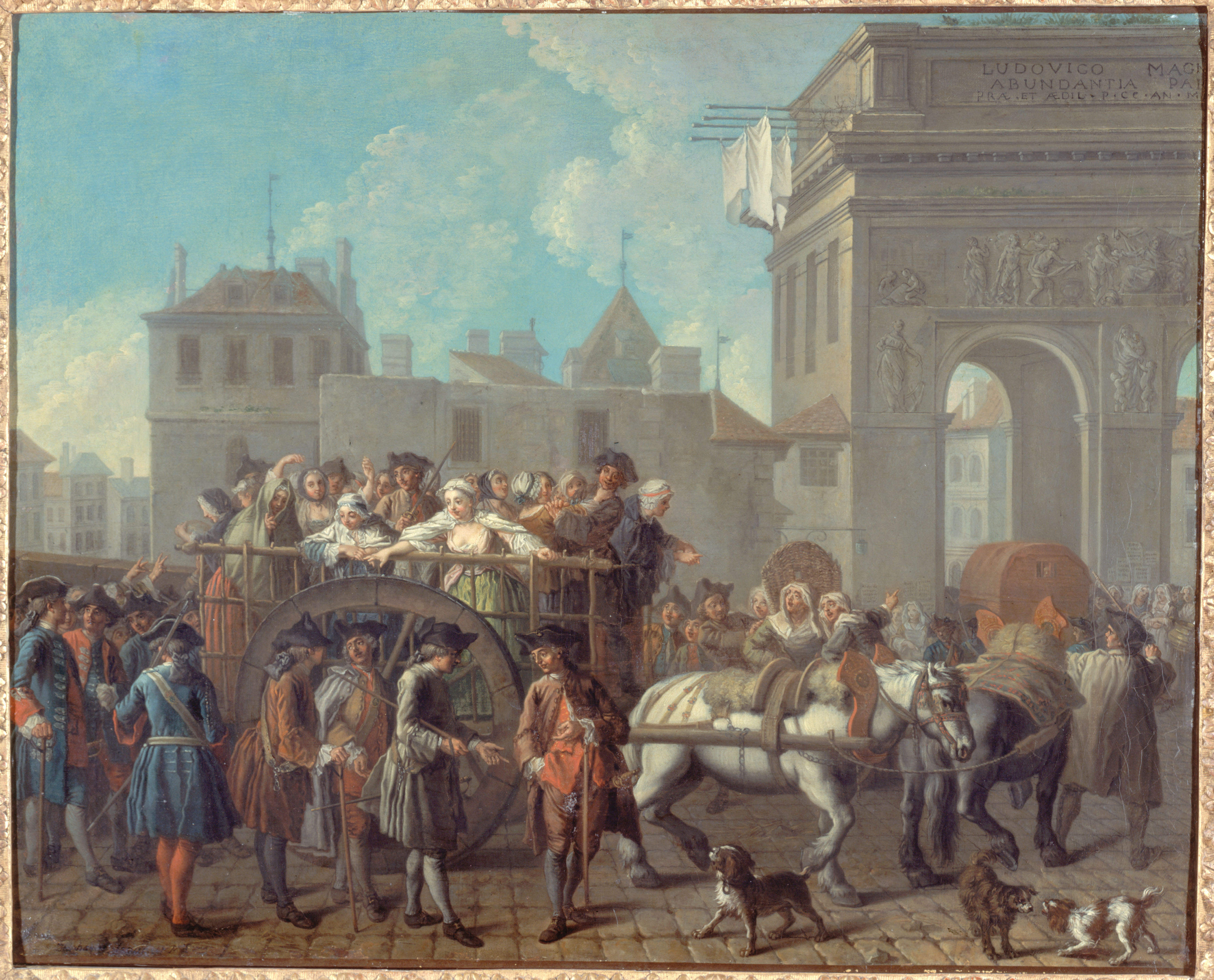
Étienne Jeaurat (1699–1789). “Filhas da alegria” sendo levadas para a Salpêtrière em 1745. Óleo sobre tela, Museu Carnavalet, Paris

Mulheres acusadas de “devassidão pública, prostituição ou comportamento escandaloso” eram recolhidas no Hospital de la Pitié-Salpêtrière, criado por Luís XIV em 1656.
Antes da Revolução Francesa de 1789, estimava-se que havia 30.000 prostitutas em Paris, além de outras 10.000 de alto nível. Em 1791, os revolucionários franceses descriminalizaram a prostituição. Contudo, a população ficou preocupada com o aumento de prostitutas e a ameaça da sífilis. Em 4 de outubro de 1793, a Comuna de Paris emitiu um decreto proibindo que prostitutas permanecessem em espaços públicos para “incitar à devassidão”. Embora tenha levado à prisão e ao controle sanitário de mais de 400 prostitutas em 1794, esse decreto não impediu o desenvolvimento contínuo da prostituição, principalmente no Palácio Real, que se tornou o primeiro mercado sexual da capital. Muitas “filhas” percorriam os caminhos do jardim e as galerias do Palácio, e havia shows eróticos e lojas dedicadas à prostituição.

#### Século XIX

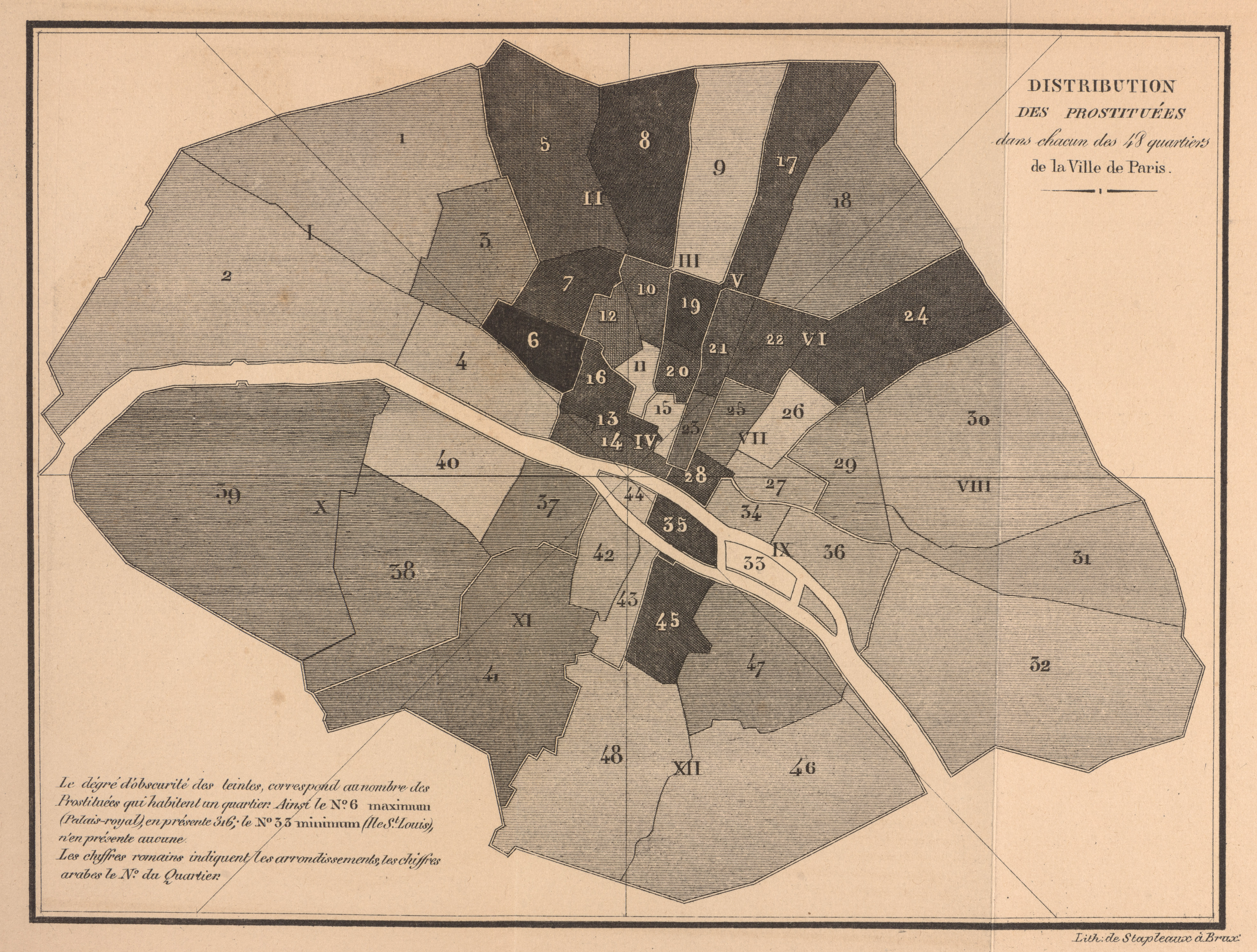
Distribuição de prostitutas em Paris, 1836 – Biblioteca da Universidade Cornell

Sob a Monarquia de Julho, o higienista médico e especialista em esgotos Alexandre Parent du Châtelet publicou em 1836 o livro Da prostituição na cidade de Paris, considerada em termos de higiene pública, moral e administração: obra fundamentada em documentos estatísticos extraídos dos arquivos da Prefeitura de Polícia, que permaneceu como estudo de referência por várias décadas. Parent du Châtelet considerava que certa tolerância com a prostituição era necessária para manter a ordem vigente, mas alertava para seus perigos e, portanto, defendia seu controle. Para isso, propunha casas-fechadas, um hospital para tratar mulheres com moléstias venéreas, uma prisão para punir infratoras e casas de arrependimento. As prostitutas deviam se apresentar à sede da polícia e submeter-se a exames médicos. As mulheres infectadas eram tratadas na enfermaria da Prisão Saint-Lazare, inaugurada em 1836, e não podiam deixar o estabelecimento sem estarem curadas. O propósito geral dessa política era controlar e ocultar, tanto quanto possível, a prostituição, vista como um mal necessário. Alexandre Parent du Châtelet afirmava: “É importante esconder a morte tanto quanto o sexo, a carne em decomposição tanto quanto o objeto de desejo.”

#### Século XX

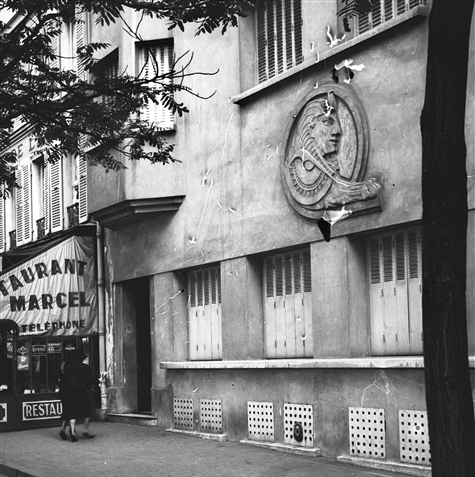
Le Sphinx em 1938

Dos homens nascidos entre 1920 e 1925, um em cada cinco teve sua primeira relação sexual em uma casa-fechada.
Paris abrigou muitos prostíbulos até sua proibição em 1946, após a introdução da Lei Marthe Richard. Nessa época, 195 estabelecimentos foram fechados em Paris. Entre os mais famosos estão One-Two-Two, Le Chabanais, Le Sphinx e La Fleur blanche.
Uma exposição sobre prostíbulos históricos de Paris ocorreu de novembro de 2009 a janeiro de 2010 em uma galeria de arte em frente ao antigo Le Chabanais.

#### Século XXI
Desde 2016, a compra de serviços sexuais é ilegal na França, e portanto em Paris. Antes disso, embora a prostituição fosse legal, certas atividades relacionadas, como manter prostíbulos (desde 1946), lenocínio e prostituição de menores, eram proibidas.
Em 2004, segundo o OCRTEH (Escritório Central de Repressão ao Tráfico de Seres Humanos), havia entre 7.000 e 7.500 prostitutas de todos os gêneros em Paris. Marie-Elizabeth Handman e Janine Mossuz-Lavau argumentam que esses números não incluem modos de prostituição sem envolvimento com a polícia, como escortes que encontram clientes pela internet ou mulheres assalariadas que mantém poucos encontros mensais. Em 2010, a Brain Magazine publicou um mapa da prostituição em Paris por área de origem: transexuais sul-americanas no Bois de Boulogne; prostitutas africanas em Barbès-Rochechouart e em vans conhecidas como “BMC” (Bordel militaire de campagne) no Bois de Vincennes; francesas em Strasbourg-Saint-Denis; e finalmente, ao longo dos Boulevards dos Marechais, prostitutas romenas, do Magrebe e africanas.
Desde a lei que penaliza os clientes, aprovada em abril de 2016, registrou-se a condenação de mais de 400 consumidores em Paris entre 2016 e 2017. A maioria foi surpreendida nos Boulevards dos Marechais, no Bois de Boulogne, no Bois de Vincennes ou nos cerca de 350 chamados salões de massagem espalhados pela capital. Jean-Paul Mégret, chefe da Brigada de repressão ao lenocínio (BRP) da Direção Regional de Polícia Judiciária de Paris, considera que essa lei teve o efeito de “afastar as garotas das ruas para hotéis e apartamentos, tudo passa pela ciberprostituição”.

## Tipos de prostituição

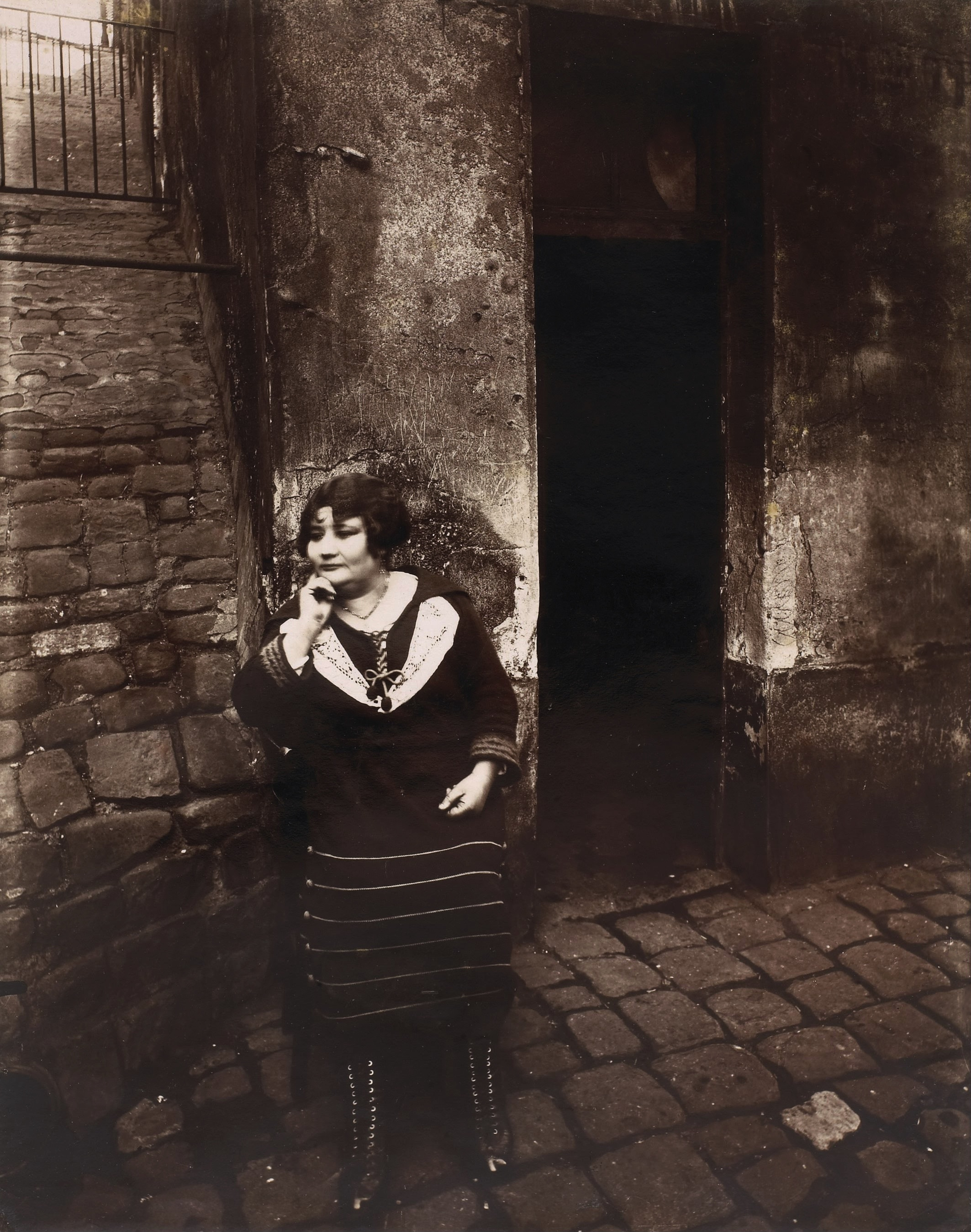
Eugène Atget: prostituta aguardando em frente à sua porta na Rue Asselin em 1921

### Espaços públicos
Até o final dos anos 1980, a prostituição na Rue Saint-Denis estendia-se de Les Halles à Porte Saint-Denis. Com o fechamento dos hotéis e estúdios, a maioria das prostitutas deixou o local e a idade média das que permaneceram aumentou. No passado, a rua chegou a abrigar até 2.000 mulheres.
A maioria das prostitutas no Bois de Boulogne é formada por imigrantes, que se agrupam na floresta por nacionalidade. A prostituição no Bois de Vincennes ocorre principalmente em vans. As prostitutas protegem-se mutuamente e aumentam sua segurança concentrando os veículos nos mesmos locais.
Prostituição chinesa em Paris teve início no final dos anos 1990. As prostitutas chinesas atuam principalmente nas ruas de alguns bairros, onde são apelidadas de les marcheuses (as andantes). Também trabalham em salões de massagem ou por meio da internet. Em 2016, a Médecins du Monde estimou que havia 1.450 prostitutas chinesas em Paris.

### Internet
Após a lei de solicitação de 2003, a prostituição pela internet desenvolveu-se fortemente. Em 2002, 108 sites cobriam Paris; em 2003, esse número subiu para 482; e em 2004 quase dobrou, alcançando 816 sites.

## Bairros e ruas relacionadas à prostituição
Várias vias de Paris recebem nomes que remontam às atividades de prostituição que abrigavam:
- Rue Brisemiche e Rue Baillehoë, cujo nome significa “Dar Alegria”: em 1388, moradores de Saint-Merri iniciaram uma petição solicitando a expulsão de “raparigas”, mas os comerciantes se opuseram devido ao comércio gerado por essas mulheres.[1] Atualmente fazem parte da Rue Brisemiche, no 4º arrondissement.
- Rue Gratte-Cul (Rua Raspadeira), hoje Rue Dussoubs, no 2º arrondissement.[20]
- Rue Maubuée (Rua da Lavagem Suja), agora Rue de Venise, no 2º arrondissement.[20]
- Rue du Poil-au-Con (Rua do Pelo no ânus).[1] Hoje Rue du Pélican, no 1º arrondissement.[21]
- Rue Pute-y-Musse: “pute” significa prostituta e “musse” significa passeio em francês antigo. Hoje chamada Rue du Petit-Musc, no 4º arrondissement.[22]
- Rue Tire-Vit,[20] “vit” é sinônimo de pênis, do latim “vectis” (barra ou alavanca). Atualmente Rue Marie-Stuart, no 2º arrondissement.
- Rue Trace-Putain, depois Rua Tasse-Nonnain; “putain” e “nonnain” são antigos termos para prostitutas. Foi incorporada à Rue Beaubourg, no 3º arrondissement.[23]
- Rue Trousse-Nonnain (Rua Fode-Nona).[20] Hoje Rue Beaubourg, nos 3º e 4º arrondissements.
- Rue Troussevache – agora Rue de La Reynie, nos 1º e 4º arrondissements.[20]

## Na arte

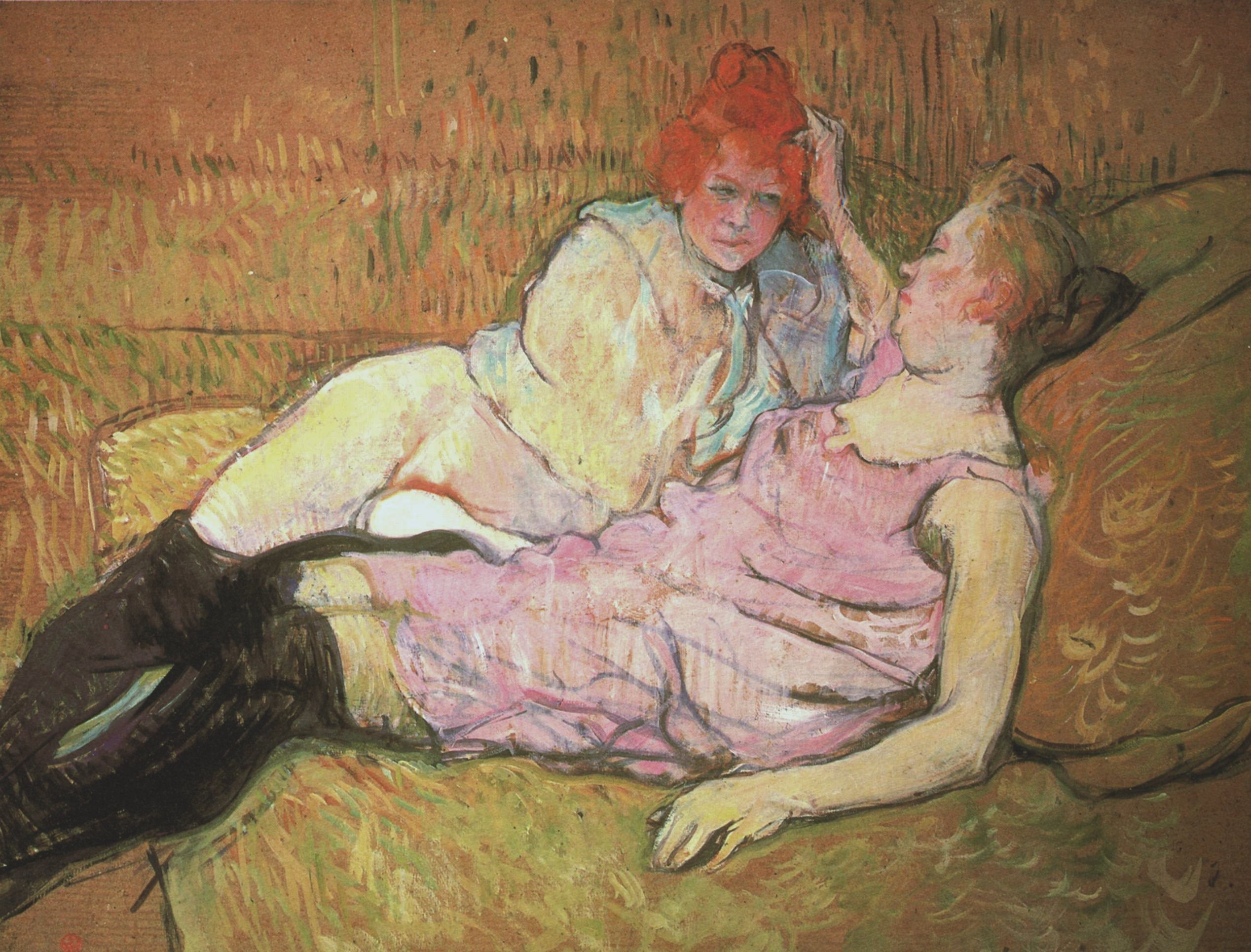
O Sofá de Henri de Toulouse-Lautrec c. 1895

Charles Baudelaire é citado dizendo “O que é arte? – Prostituição.” Em 2015, o Museu de Orsay apresentou a exposição Splendeurs et misères. Images de la prostitution, 1850-1910, reunindo obras de pintura, escultura e fotografia.

### Pintura
Nicolas Sarkozy reconheceu que a trabalhadora sexual tradicional faz parte do patrimônio cultural nacional da França. Pinturas e desenhos de casas-fechadas e de prostituição aparecem com frequência na arte ao longo dos séculos. Destacam-se cenas de prostíbulos de Henri de Toulouse-Lautrec, Edgar Degas e Pablo Picasso, entre outros. Obras impressionistas retratando prostitutas geraram escândalo e críticas ferozes: algumas mostravam simpatia, outras tentavam conferir agência às personagens; ora retratavam cortesãs de alto nível, ora prostitutas à espera de clientes nas ruas.

### Literatura

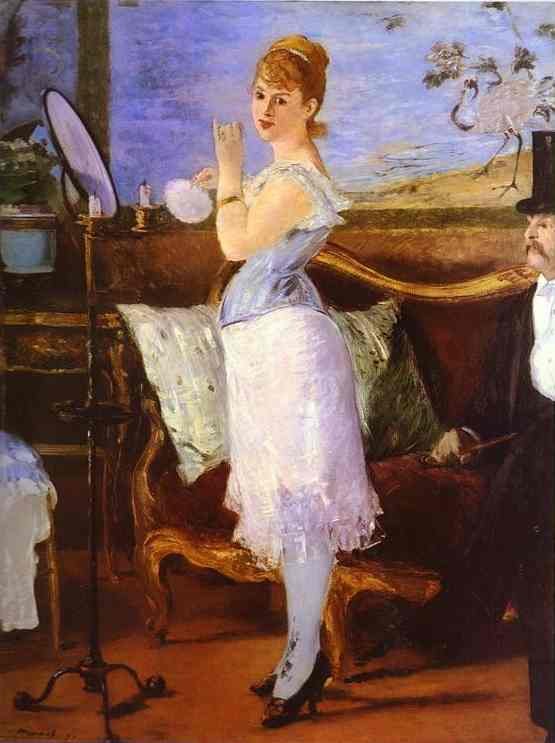
Nana de Édouard Manet 1877

No romance Nana, Émile Zola aborda a prostituição feminina pela trajetória de uma lorette que se torna cocote, cujo encanto seduz importantes dignitários do Segundo Império Francês. Inspirou-se em Blanche d'Antigny e em seu primeiro amor, Berthe, incorporando também elementos de Valtesse de La Bigne e Delphine de Lizy.
Em Quiet Days in Clichy, o escritor Henry Miller narra sua vida boêmia em Paris nos anos 1930. Ele descreve “a impressão de um pequeno paraíso na Terra”, detalhando suas aventuras sexuais com prostitutas, “Em um dia cinzento, quando fazia frio em todos os lugares, exceto nos grandes cafés, eu degustava antecipadamente o prazer de passar uma ou duas horas no Wepler antes do jantar. O brilho rosado que envolvia todo o salão vinha das prostitutas que se reuniam geralmente perto da entrada... O canto onde se encontravam era como a Bolsa, onde o mercado do sexo tinha suas altas e baixas, como qualquer mercado. Como diz o ditado, há apenas duas coisas para se fazer quando chove – que as prostitutas nunca perdem tempo jogando cartas”.
Entre os escritores que retrataram a vida de mulheres em prostituição na França estão Honoré de Balzac e Victor Hugo.

### Cinema
No início dos anos 1930, o filme Faubourg Montmartre conta a dramática história de duas irmãs. Uma delas tenta levar a outra a uma vida de Luxúria. Enquanto uma perde o emprego, a outra se entrega à prostituição e às drogas. Ainda assim, o amor oferece uma segunda chance...
O Museu do Erotismo em Paris dedica um andar às casas-fechadas. Exibe Polissons et galipettes, uma coleção de curtas-metragens eróticos mudos usados para entreter visitantes de prostíbulos, e cópias do Guia Rosa, um guia contemporâneo de prostíbulos que também veiculava publicidade.
A série documental da BBC Four Storyville – Paris Brothel (2003) descreve as casas-fechadas.

### Fotografia
O fotógrafo documentarista Eugène Atget registrou cenas de rua e arquitetura em Paris entre 1897 e 1927, muitas vezes incluindo prostitutas.
Brassaï publicou fotografias de prostíbulos em seu livro de 1935 Voluptés de Paris. Uma obra ilustrada e volumosa sobre o fenômeno é Maisons closes. L'histoire, l'art, la littérature, les moeurs de Romi (Robert Miquet), publicada pela primeira vez em 1952.
Em 1971, a fotógrafa Jane Evelyn Atwood mudou-se para Paris. Em 1976, começou a fotografar o mundo da prostituição em Paris, especialmente na Rue des Lombards e no Quartier Pigalle.